# Leandro Altolaguirre
Leandro Altolaguirre (n. Santa Rosa, 23 de mayo de 1972) es un ingeniero agrónomo y político argentino, perteneciente a la Unión Cívica Radical, que ejerció como intendente de Santa Rosa, capital de la provincia de La Pampa, desde el 10 de diciembre de 2015 hasta el 10 de diciembre de 2019, siendo elegido como candidato de la coalición "Frente Pampeano Cívico y Social", al derrotar al postulante del Partido Justicialista, Raúl Ortiz. Previamente fue tres veces concejal durante los períodos 2007-2008, 2008-2011 y 2011-2015.
Hijo de los diputados provinciales Fernando Altolaguirre y Elsa Gladys Pérez, ambos pertenecientes al radicalismo, Altolaguirre se declara "alfonsinista". Permaneció en la intendencia hasta su derrota electoral en mayo de 2019, cuando buscaba la reelección, ante el postulante kirchnerista Luciano Di Nápoli, convirtiéndose en el tercer intendente radical derrotado ese año y el quinto intendente santarroceño consecutivo que fracasaba en obtener la reelección. Es Ingeniero Agrónomo, y profesor de Hidrología especializado en Paisajismo y Ambiente.